# Benoît Chamoux
Benoît Chamoux (19. února 1961 – 6. října 1995) byl francouzský horolezec. Dokázal zdolat 13 ze 14 osmitisícovek. Při výstupu na svou poslední chybějící Kančendžengu se spolu s Pierrem Royerem a jedním šerpou ztratil asi 50 metrů pod vrcholem a zahynul.

## Život
Narodil se v obci La Roche-sur-Foron v regionu Rhône-Alpes. Již ve dvaceti letech začal podnikat horolezecké expedice do Afriky a Jižní Ameriky. V roce 1985 se stal členem italského sdružení Quota 8000, které mělo za cíl zdolání všech vrcholů vyšších než 8000 metrů. V rámci tohoto sdružení vystoupil na svých prvních pět vrcholů : Gašerbrum II, Gašerbrum I, Broad Peak (výstup ze základního tábora na vrchol a sestup zpět během 16 hodin), K2 a Nanga Parbat. Později po rozpadu sdružení Quota 8000 založil vlastní podobné sdružení L'Espirit D'Equipe (členem byl i Josef Rakoncaj) s nímž zdolal další čtyři vrcholy: Annapurna, Manáslu, Čo Oju a Šiša Pangma. I toto sdružení se však roku 1991 rozpadlo. Hned o rok později Chamoux vylezl na nejvyšší horu světa Mount Everest a pak i na Dhaulágirí a Lhoce. Z Kančendžengy se však už nevrátil. Švýcaři Erhard Loretan a Jean Troillet byli poslední lidé, kteří Chamouxe viděli živého.

## Úspěšné výstupy na osmitisícovky
- 1985 Gašerbrum II (8035 m n. m.)
- 1985 Gašerbrum I (8068 m n. m.)
- 1986 Broad Peak (8047 m n. m.)
- 1986 K2 (8611 m n. m.)
- 1987 Nanga Parbat (8125 m n. m.)
- 1988 Annapurna (8091 m n. m.)
- 1989 Manáslu (8163 m n. m.)
- 1990 Čo Oju (8201 m n. m.)
- 1990 Šiša Pangma (8013 m n. m.)
- 1992 Mount Everest (8849 m n. m.)
- 1993 Dhaulágirí (8167 m n. m.)
- 1994 Lhoce (8516 m n. m.)
- 1995 Makalu (8465 m n. m.)

## Další úspěšné výstupy
- 1982 Mount Kenya (5199 m n. m.)
- 1983 Huascaran (6768 m n. m.)